# Christo Stambołski
Christo Stambołski (bułg. Христо Стамболски) – lekarz bułgarski, walczący o wolność Bułgarii oraz niezależność cerkwi bułgarskiej od duchowieństwa greckiego. Przyczynił się do obudzenia tożsamości narodowej Bułgarów.